# Старобиктово
Старобиктово (баш. Иҫке Бейектау) — деревня в Илишевском районе Республики Башкортостан Российской Федерации. Входит в состав Новомедведевского сельсовета. 

## География

### Географическое положение
Расстояние до:
- районного центра (Верхнеяркеево): 33 км,
- центра сельсовета (Новомедведево): 4 км,
- ближайшей ж/д станции (Буздяк): 140 км.

## Население
| 2002 | 2009 | 2010 |
| ---- | ---- | ---- |
| 66   | ↘55  | ↗63  |